# Непрошеные гости
«Непрошеные гости» (груз. დაუპატიჟებელი სტუმრები), в редакции 1969 года «В мире цветов» — грузинская детская опера Александра Букии, написанная в 1949 году и впервые поставленная в 1950 году.

## История
Опера была написана в 1949 году и впервые поставлена в Грузинском театре оперы и балета имени Палиашвили 29 апреля 1950 года Вахтангом Чабукиани. Либретто к ней написали Леонард Эсакия и Давид Гачечиладзе. По составу исполнителей, а также по режиссёрской работе, музыкальной отделке и художественному оформлению опера уступала многим постановкам театра и сошла со сцены из-за недостатков композиции. В 1969 году была завершена работа над второй редакцией оперы, получившей название «В мире цветов».

## Действующие лица
| Тина, юный садовод          | сопрано       |
| Гиви, её брат, юный садовод | меццо-сопрано |
| Садовник                    | баритон       |
| Царь медведок               | бас           |
| Царевна                     | сопрано       |

Также действующими лицами оперы являются визирь и слуга царя медведок, мак, жулан, ласточка, мышка, светлячок, учителя, школьники, пионеры, медведки, птицы.

## Сюжет
Действие оперы происходит в Грузии в середине XX века. Опера посвящена борьбе юных мичуринцев Гиви и Тины с вредителями растений — медведками.
По совету садовника Гиви убивает медведку, подточившую его розовый куст. Тем временем в подземном царстве идут приготовления к свадьбе дочери царя медведок. В ожидании жениха царь, царевна и гости поют и танцуют; царь мечтает о том, чтобы никогда не всходило солнце и всё погрузилось во тьму. В самый разгар веселья визирь медведок сообщает, что Гиви убил жениха царевны. Медведки выходят из подземного царства, чтобы погубить сад Гиви и Тины. Дети и садовник уничтожают медведок, а затем восстанавливают сад.

## Критика
Критики высоко оценили идейный замысел оперы и отображение грузинских детских песен в ариях. Вместе с тем отмечалось, что Букия изобразил фантастический мир медведок более ярким, чем реальный, в котором живут советские дети.